# أوليفر جاكسون كوهين
أوليفر جاكسون كوهين (بالإنجليزية: Oliver Mansour Jackson-Cohen)‏ هو عارض وممثل بريطاني من اصول مصرية ، ولد في 29 مارس 1986 في المملكة المتحدة. بدأ مشواره المهني سنة 2002.

## أعمال

### أفلام
- (2010) أسرع[7]
- (2012) الغراب

### مسلسلات
- ذا هانتينج أوف هيل هاوس

منزل بلي مانور المسكون

## وصلات خارجية
- أوليفر جاكسون كوهين على موقع IMDb (الإنجليزية)
- أوليفر جاكسون كوهين على موقع ألو سيني (الفرنسية)
- أوليفر جاكسون كوهين على موقع تيرنر كلاسيك موفيز (الإنجليزية)
- أوليفر جاكسون كوهين على موقع أول موفي (الإنجليزية)
- أوليفر جاكسون كوهين على موقع قاعدة بيانات الأفلام السويدية (السويدية)
- أوليفر جاكسون كوهين على موقع قاعدة بيانات الفيلم (الإنجليزية)
- أوليفر جاكسون كوهين على موقع كينوبويسك (الروسية)